# Biserica de lemn din Măgurele

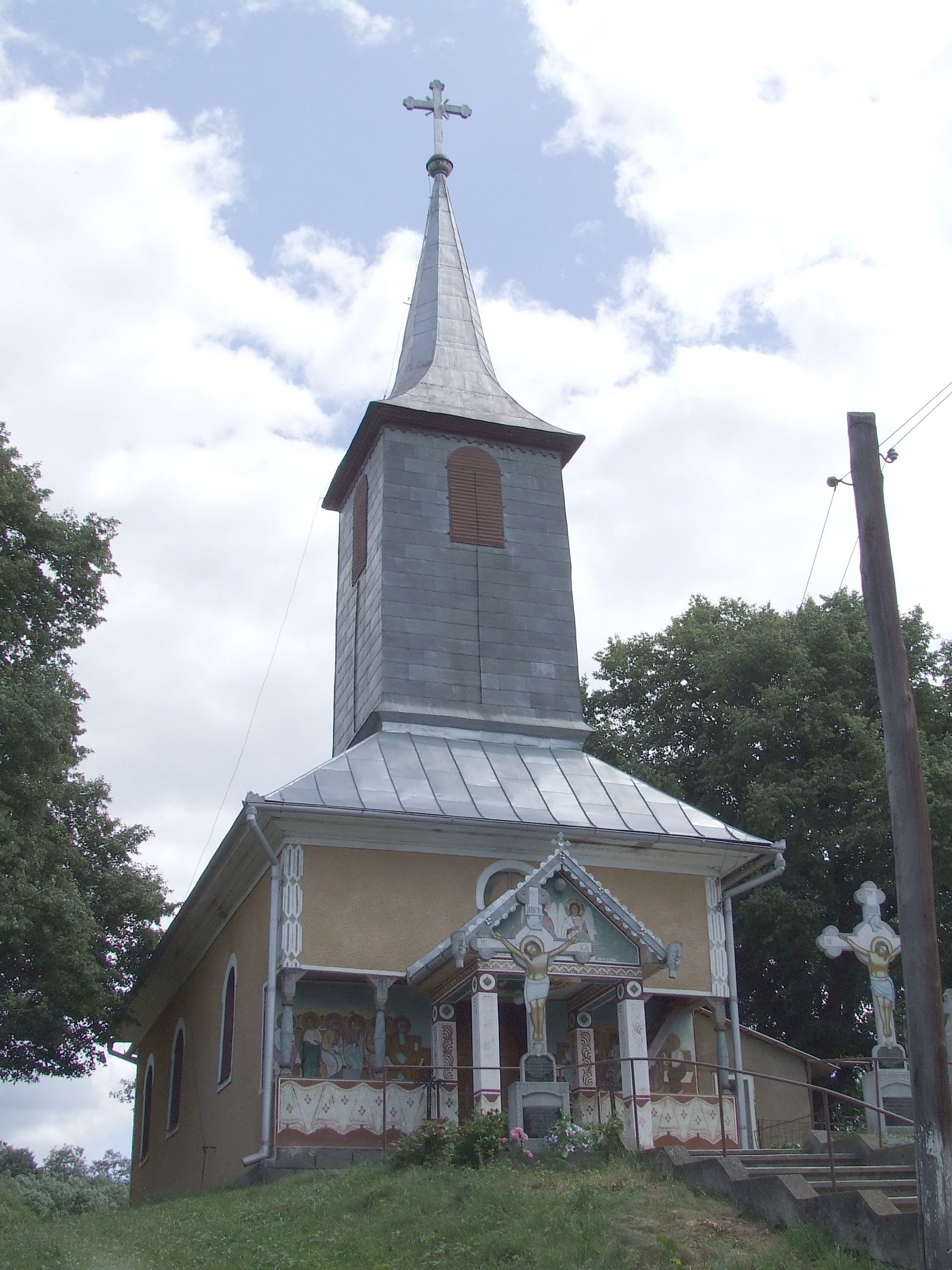
Biserica de lemn „Sfinții Arhangheli Mihail și Gavriil” din Măgurele, județul Bistrița-Năsăud. Foto: 2009

Biserica de lemn din satul Măgurele a fost construită la sfârșitul secolului al XIX-lea. Are hramul „Sfinții Arhangheli Mihail și Gavriil”.

## Istoric și trăsături
Cu precizie, vechimea satului Măgurele nu se cunoaște, totuși rezultă că în anul 1871 atât Nușfalău (Mărișelu), cât și Cucuteni pe Șieu, cum s-a numit satul Măgurele pe atunci, a fost dat de regele Ungariei unui nobil pentru faptele sale de vitejie în luptele cu tătarii. Mai târziu de tot se pomenește de unele procese care se duceau de conducerea satului și primarul orașului Bistrița pentru moara din sat. În unele documente istorice de la jumătatea secolului XIV-lea se mai arată că satul Măgurele făcuse parte din Domeniile Feudalilor de la Archiud și Domnești, spre deosebire de satele din jur, Mărișelu și Sântioana, care pe la jumătatea sec. al XVIII-lea au intrat în componența celor 44 de comune care au format Regimentul II Grăniceresc cu sediul la Năsăud, iar satul Măgurele a rămas pe mai departe în satele de iobăgie, neputând să se bucure de situația satelor vecine.
În situația teritorial-administrativă a comunei a apărut o serie de schimbări pe parcurs, astfel din anul 1895 satele Mărișelu, Măgurele, Bârla și Sântioana formează o unitate administrativă până în anul 1929, iar din anul 1929 până în 1940 fiecare sat altă administrație separată. Între anii 1941-1944, când Ardealul de nord este sub ocupație străină, aceste sate la fel formează o singură unitate administrativă.
Biserica din filia Măgurele a fost construită în anul 1894 de către meșteșugarul lemnar Ioanuțiu Marcu și fiul acestuia Toma Marcu, din Deda, județul Mureș, sub îndrumarea preotului Ioan Pop și ajutorul credincioșilor. Biserica este construită din lemn cu temelie din piatră și are forma bisericilor românești, nu se cunoaște să fi fost cândva separată de parohia Mărișelu, fiind întotdeauna împreună. Biserica fiind din lemn, în decursul anilor a necesitat multe reparații, atât la exterior, cât si la interior, sub îndrumarea preoților care s-au perindat prin parohie.
Ca o încununare a lucrărilor, începând din anul 1967 a fost reparat clopotul cel mare care era crăpat, acoperișul din tablă, introducerea curentului electric, pictura în tempera executată de către pictorul Aurel Țîra din Bistrița. Toate aceste lucrări sub îndrumarea preotului paroh Dumitru Moldovan și binecuvântate de către P.S. Episcop Vicar Irineu Bistrițeanul la data de 11 octombrie 1992, din donațiile credincioșilor.
În prezent filia Măgurele numără 80 de familii cu 324 de suflete ortodoxe.